# Garina Karimova
Pour les articles homonymes, voir Karimova.
 (avril 2024).
La mise en forme du texte ne suit pas les recommandations de Wikipédia : il faut le « wikifier ».
Les points d'amélioration suivants sont les cas les plus fréquents. Le détail des points à revoir est peut-être précisé sur la page de discussion.
- Les titres sont pré-formatés par le logiciel. Ils ne sont ni en capitales, ni en gras.
- Le texte ne doit pas être écrit en capitales (les noms de famille non plus), ni en gras, ni en italique, ni en « petit »…
- Le gras n'est utilisé que pour surligner le titre de l'article dans l'introduction, une seule fois.
- L'italique est rarement utilisé : mots en langue étrangère, titres d'œuvres, noms de bateaux, etc.
- Les citations ne sont pas en italique mais en corps de texte normal. Elles sont entourées par des guillemets français : « et ».
- Les listes à puces sont à éviter, des paragraphes rédigés étant largement préférés. Les tableaux sont à réserver à la présentation de données structurées (résultats, etc.).
- Les appels de note de bas de page (petits chiffres en exposant, introduits par l'outil «  Source ») sont à placer entre la fin de phrase et le point final[comme ça].
- Les liens internes (vers d'autres articles de Wikipédia) sont à choisir avec parcimonie. Créez des liens vers des articles approfondissant le sujet. Les termes génériques sans rapport avec le sujet sont à éviter, ainsi que les répétitions de liens vers un même terme.
- Les liens externes sont à placer uniquement dans une section « Liens externes », à la fin de l'article. Ces liens sont à choisir avec parcimonie suivant les règles définies. Si un lien sert de source à l'article, son insertion dans le texte est à faire par les notes de bas de page.
- La présentation des références doit suivre les conventions bibliographiques. Il est recommandé d'utiliser les modèles {{Ouvrage}}, {{Chapitre}}, {{Article}}, {{Lien web}} et/ou {{Bibliographie}}. Le mode d'édition visuel peut mettre en forme automatiquement les références.
- Insérer une infobox (cadre d'informations à droite) n'est pas obligatoire pour parachever la mise en page.

Pour une aide détaillée, merci de consulter Aide:Wikification.
Si vous pensez que ces points ont été résolus, vous pouvez retirer ce bandeau et améliorer la mise en forme d'un autre article.
 (avril 2024).
Garina Karimova, en azéri : Qərinə Rəhim qızı Kərimova, née le 16 juin 1964 à Bakou, est une Artiste du peuple de la République d'Azerbaïdjan, lauréate du Prix présidentiel.

## Biographie
Garina Karimova est diplômée de la faculté de chant du Conservatoire d'État d'Azerbaïdjan du nom de Uzeyir Hadjibeyov. Depuis 1986, elle est soliste du Théâtre académique d'opéra et de ballet d'Azerbaïdjan. Garina Karimova est lauréate de nombreux concours vocaux internationaux (Concours de chanteurs M. Glinka, VII Concours de Transcaucasie des interprètes musicaux, Ier Concours international de chanteurs du nom de Bulbul), interpréte de nombreuses œuvres nationales du répertoire du Théâtre d'Opéra et de ballet (Nigar - "Koroglu", Séville - "Séville") et classique (Aida - "Aida", Tosca - "Tosca", Chio-Chio-San - "Chio-Chio-San", Mikaella - "Carmen" ) joue les rôles principaux dans les représentations d'opéra. En 2003, G. Karimova interpréte avec succès le rôle de Tosca dans l'opéra "Tosca" de Puccini sur la scène du Grand Théâtre académique d'État russe. Garina Karimova travaille comme professeur à la faculté de chant de l'Université d'État de la culture et des arts d'Azerbaïdjan, en plus de ses nombreuses activités créatives. Ces dernières années, Garina Karimova fait partie de la délégation d'artistes azerbaïdjanais dans de nombreux pays étrangers - Turquie, Chypre, France, Allemagne, Russie, Ukraine, Autriche, etc. part en tournée. Elle reçoit le prix « Derviche d'or » de l'Union des travailleurs du théâtre d'Azerbaïdjan pour avoir représenté dignement l'art vocal national sur la scène mondiale. En 1998, elle obtient le titre honorifique d'Artiste du peuple de la République d'Azerbaïdjan. Elle se produit lors de la plupart des événements et banquets officiels de l’État.